# Florentia (namn)
Florentia och Florentina är latinska kvinnonamn bildade av ordet flos som betyder blomma. 
Den 31 december 2014 fanns det totalt 9 kvinnor folkbokförda i Sverige med namnet Florentia, men ingen bar det tilltalsnamn. För Florentina var motsvarande siffror 300 respektive 180.
Namnsdag: saknas (före 1901: 20 juni)